# Nando Có
Fernando Manuel Có (Vila Teixeira Pinto – atual Canchungo, 8 de outubro de 1973), conhecido apenas como Nando Có, é um ex-futebolista guineense que atuava como atacante.

## Carreira em clubes
Revelado pelo Boavista, jogou por Arrifanense e Vitória de Setúbal (onde teve duas passagens) antes de assinar com o Racing Santander em 1997, tendo feito apenas 3 jogos. Defendeu ainda Numancia, Toledo, Leça, Odivelas e Sarawak antes de encerrar a carreira no futebol de Luxemburgo, onde jogou entre 2005 e 2009 por FC CeBra 01 e Sporting Mertzig.

## Carreira internacional
Nando Có estreou pela Seleção Guineense em junho de 1996, contra a Guiné, tendo feito seu primeiro gol neste jogo, mas não evitou a derrota por 3 a 1. Mesmo tendo feito apenas mais 5 jogos até 2001, é o maior artilheiro da história dos Djurtus com 9 gols - 5 deles foram na goleada por 7 a 2 sobre o Benin, pela Taça Amílcar Cabral de 2001.